# Kirchenpaueria triangulata
Kirchenpaueria triangulata is een hydroïdpoliep uit de familie Kirchenpaueriidae. De poliep komt uit het geslacht Kirchenpaueria. Kirchenpaueria triangulata werd in 1930 voor het eerst wetenschappelijk beschreven door Totton. 